# Namêche
Namèche (en wallon Nametche) est une section de la ville belge d'Andenne située en Région wallonne dans la province de Namur.
C'est une commune à part entière avant la fusion des communes de 1977.

## Évolution démographique
- Source: DGS, 1831 à 1970=recensements population, 1976= habitants au 31 décembre

## Histoire
Namèche possède une longue tradition carrière. L’exploitation de la pierre calcaire et de la dolomie y constitue une activité économique ancienne. Cette exploitation explique la présence à Namèche d’un grand nombre de maisons ouvrières en pierre datant du XIXe siècle, étagées à flanc de falaise et construites dans un style mosan typique et non dénué d’intérêt. On y trouve également quelques belles fermes en pierre.

De style néoclassique, l’église de Namèche, dédiée à Notre-Dame, abrite, dans le chœur, un gisant de pierre généralement connu comme étant celui de Sibylle de Jérusalem (ou de Lusignan), sœur de Baudouin IV, comte de Namur et roi de Jérusalem (1174). Sur cette pierre se trouve l'inscription suivante : « Ci gît la droite héritière châtelaine de Samson qui fut du lignage du roi de Jérusalem, prions pour l'âme que Dieu console ». À proximité de cette pierre tombale, sur une petite plaque en marbre, on peut lire l’inscription suivante : « YCI REPOSE LES OSSEMENTS DE SYBILLE DE LVSIGNANT REINE DE YERVSALEM DECEDEE L AN 1187 ». 

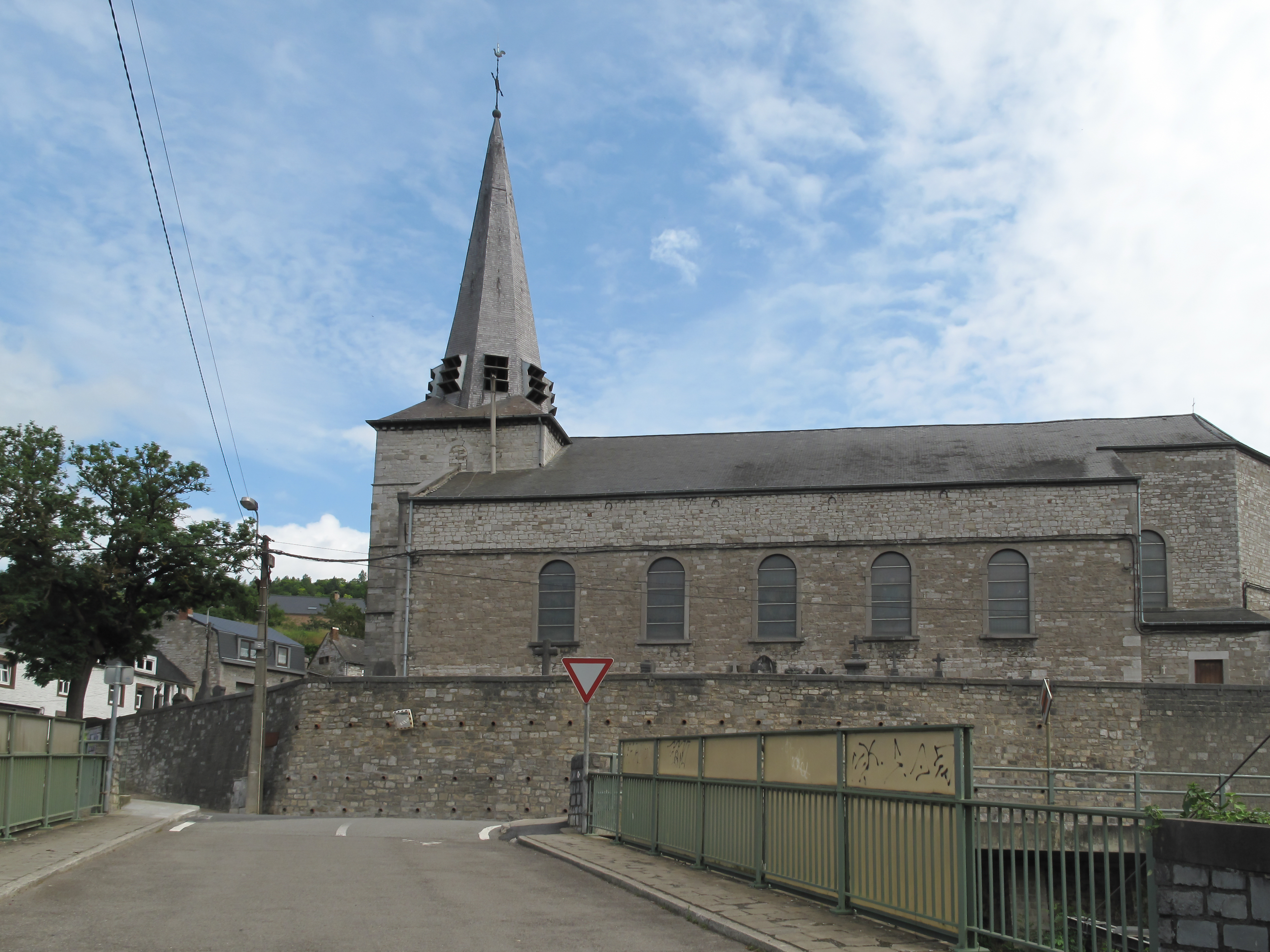
Namèche, église Notre-Dame.

 Cette légende est néanmoins fausse. Il s'agit en effet du gisant de Mélisende de Hierges, épouse de Guillaume de Goumignies, châtelain de Samson décédé en 1255 et dont la pierre tombale se trouvait jadis également dans l'église de Namèche. Le père de Mélisende de Hierges, Manassès de Hierges, était lui-même le fils de Hodierne de Réthel, parente de Godefroid de Bouillon et sœur du roi de Jérusalem Baudouin du Bourg. Mélusine de Hierges est donc effectivement du lignage du roi de Jérusalem. La confusion avec Sibylle de Jérusalem provient sans doute de la légende de Mélusine de Hierges, un personnage mythique qui serait devenue reine de Jérusalem en épousant Guy de Lusignan. Or, l'histoire n'a retenu qu'une seule épouse à Guy de Lusignan, Sibylle, grâce à laquelle ce fut lui qui devint roi, et pas le contraire. Pour résoudre ce paradoxe, on affirma donc que Sibylle et Mélusine — et donc aussi Mélisende — n'étaient qu'une seule et même personne, ce qui ne repose sur aucune vérité historique.
D'après le chroniqueur médiéval Jean d'Outremeuse, dans son ouvrage Le Myreur des Histors paru au XIVe siècle, Namèche s'appelait jadis Emordas-sur-Meuse. Lorsque saint Materne s'y rend, les habitants de la localité, dirigés par un seigneur du nom de Mège, adorent une idole baptisée Nam. Materne prêche la foi chrétienne et convertit la population, ainsi que le seigneur du lieu. Il ordonne ensuite au dieu Nam de se précipiter dans la Meuse, qui en fut très agitée. Materne fait construire et bénit une église, et rebaptise le village d'après le nom du dieu Nam et du nom du seigneur local, soit Nam-Mège.
Néanmoins, selon l'historien namurois Félix Rousseau, ce dieu Nam aurait été inventé de toutes pièces au XIIIe siècle, ce qui rend caduque cette explication de l'origine du nom de Namèche. Une autre hypothèse ferait dériver le nom de Namèche du préfixe celte nam, qui signifie « méandre », « courbe ». Or, la Meuse fait une courbe au niveau de Namèche.
Outre l’église Notre-Dame, signalons l’existence, dans le quartier du Bois l’Évêque, d’une autre petite chapelle en pierre de taille, dédiée à sainte Thérèse de Lisieux et datant de 1929, ainsi que de diverses chapelles et potales.

## Liste des bourgmestres de 1830 à 1977
- Alberic de Pierpont Surmont de Volsberghe, de 1896 à 1929, (Parti Catholique).

## Patrimoine et culture

### Patrimoine architectural

#### Eglise Notre-Dame
L’église actuelle fut construite en 1858, mais certains éléments de la tour datent du XVIe siècle. Le bâtiment fut classé en 1990.
Selon la légende, la fondation de la première église de Namèche est attribuée à saint Materne, un évêque de Trèves ou de Cologne ayant vécu au IVe siècle de notre ère. Il serait également à l’origine des églises de Walcourt, Dinant, Hastière et Ciney, ainsi que de l’église Notre-Dame de Namur.

#### Ferme de Montigny
Située rue Wartet. Citée comme propriété des Salmier, seigneurs de Melroy. Ensemble reconstruit dans la première moitié du XVIIIe siècle.

## Galerie

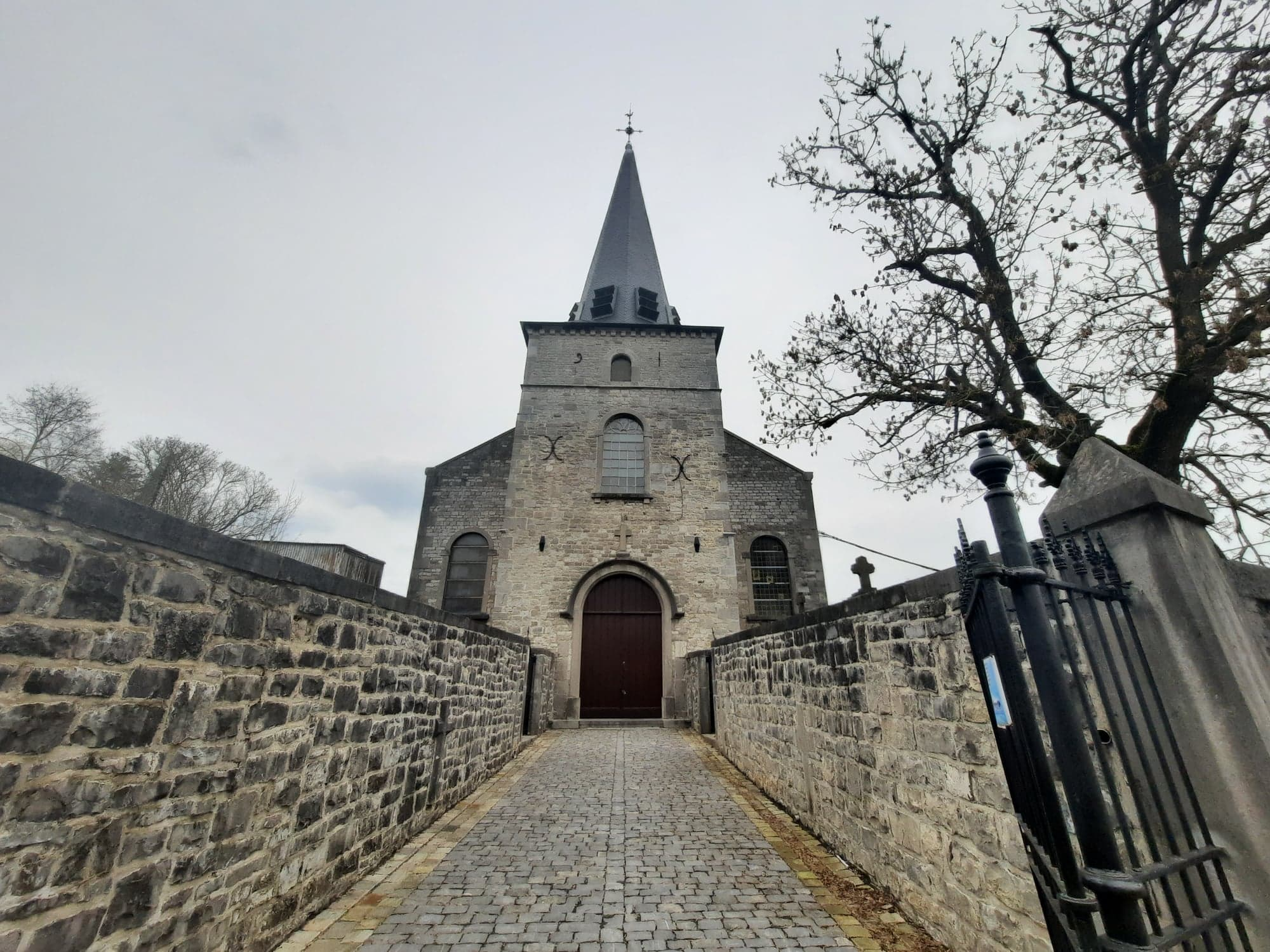
L'église Notre-Dame de Namèche.
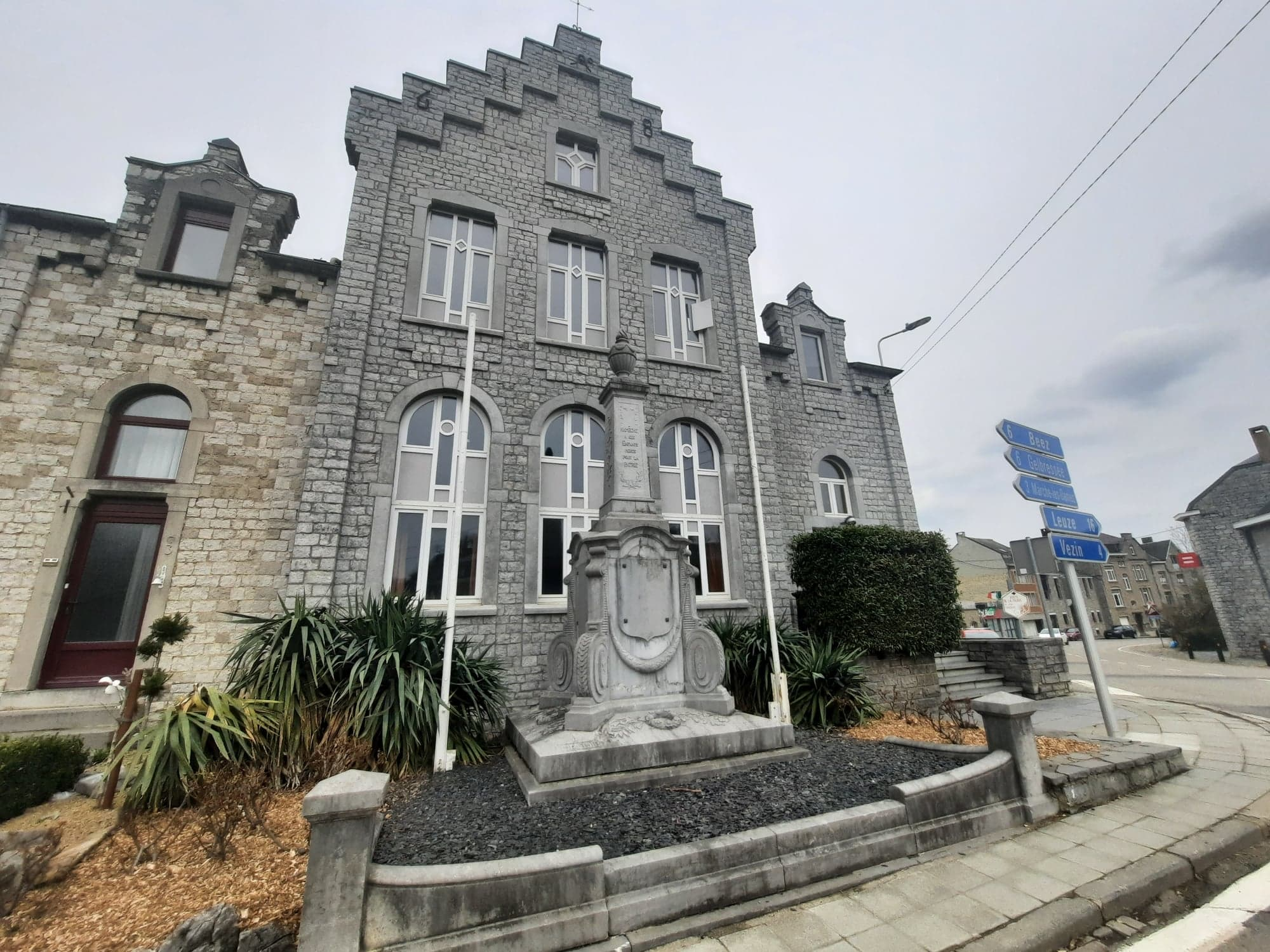
Le monument aux morts et l'ancienne maison communale.
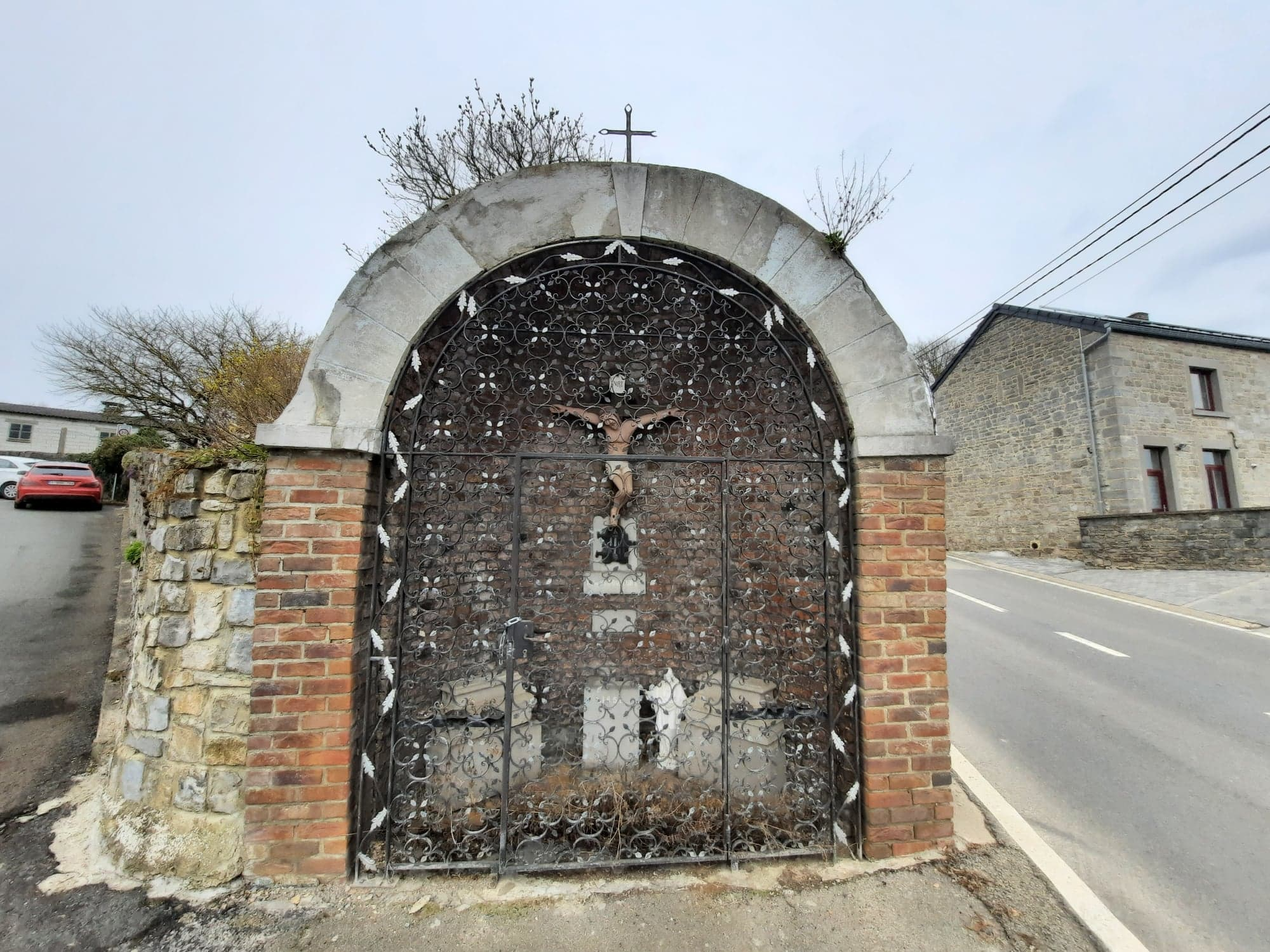
La chapelle Notre-Dame des Sept Douleurs.
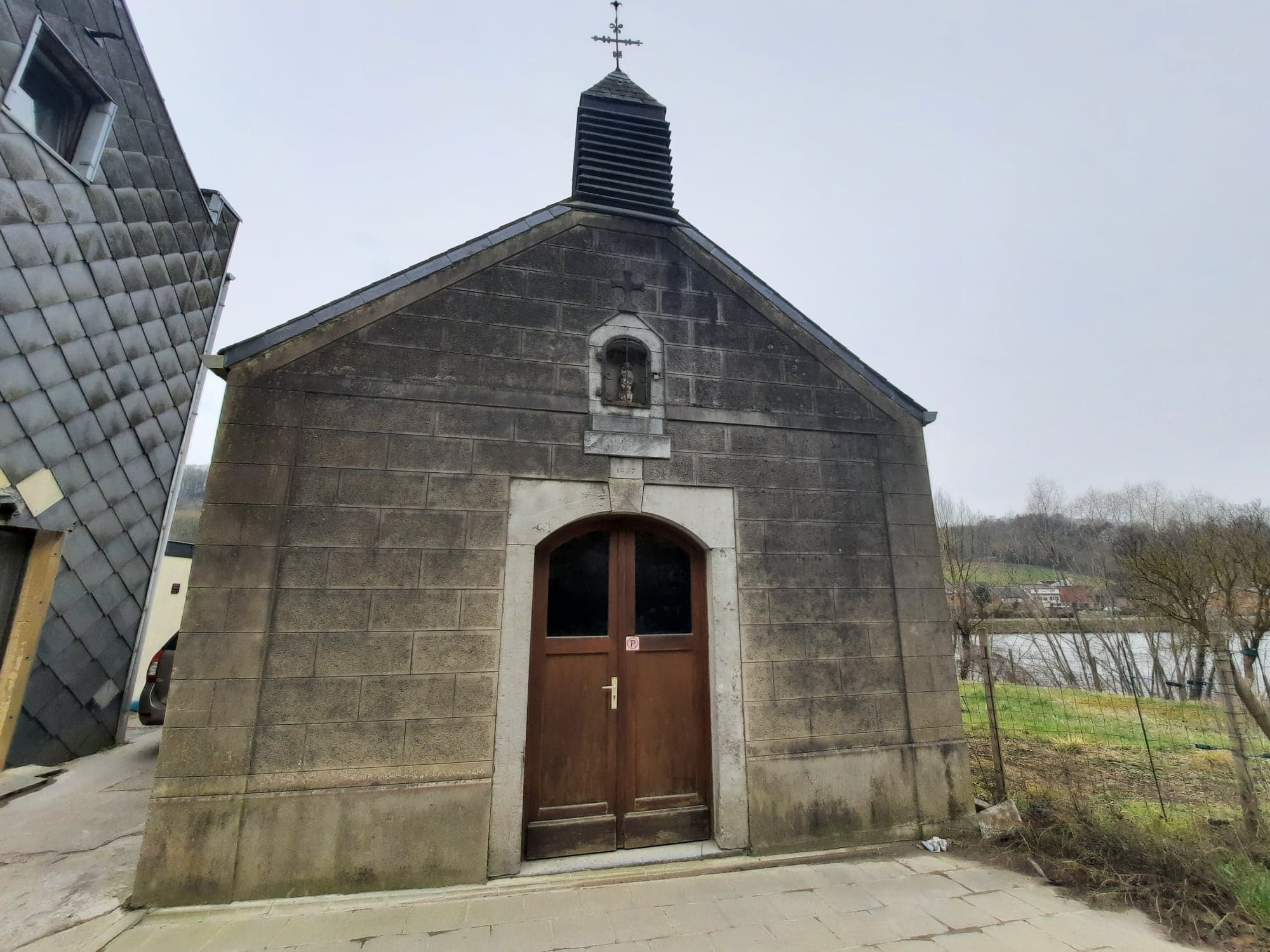
La chapelle Saint-Roch.
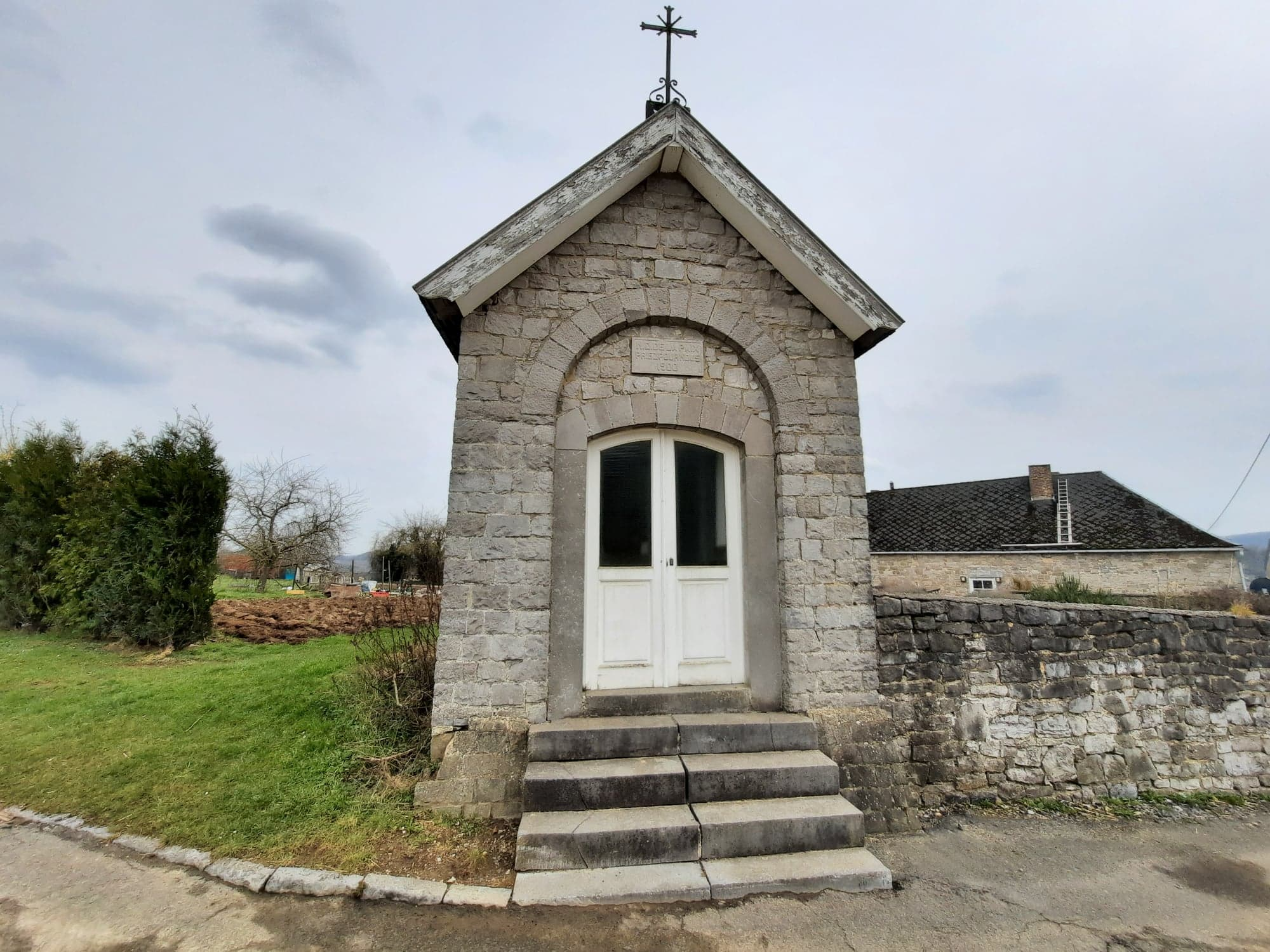
La chapelle Notre-Dame de la Paix.
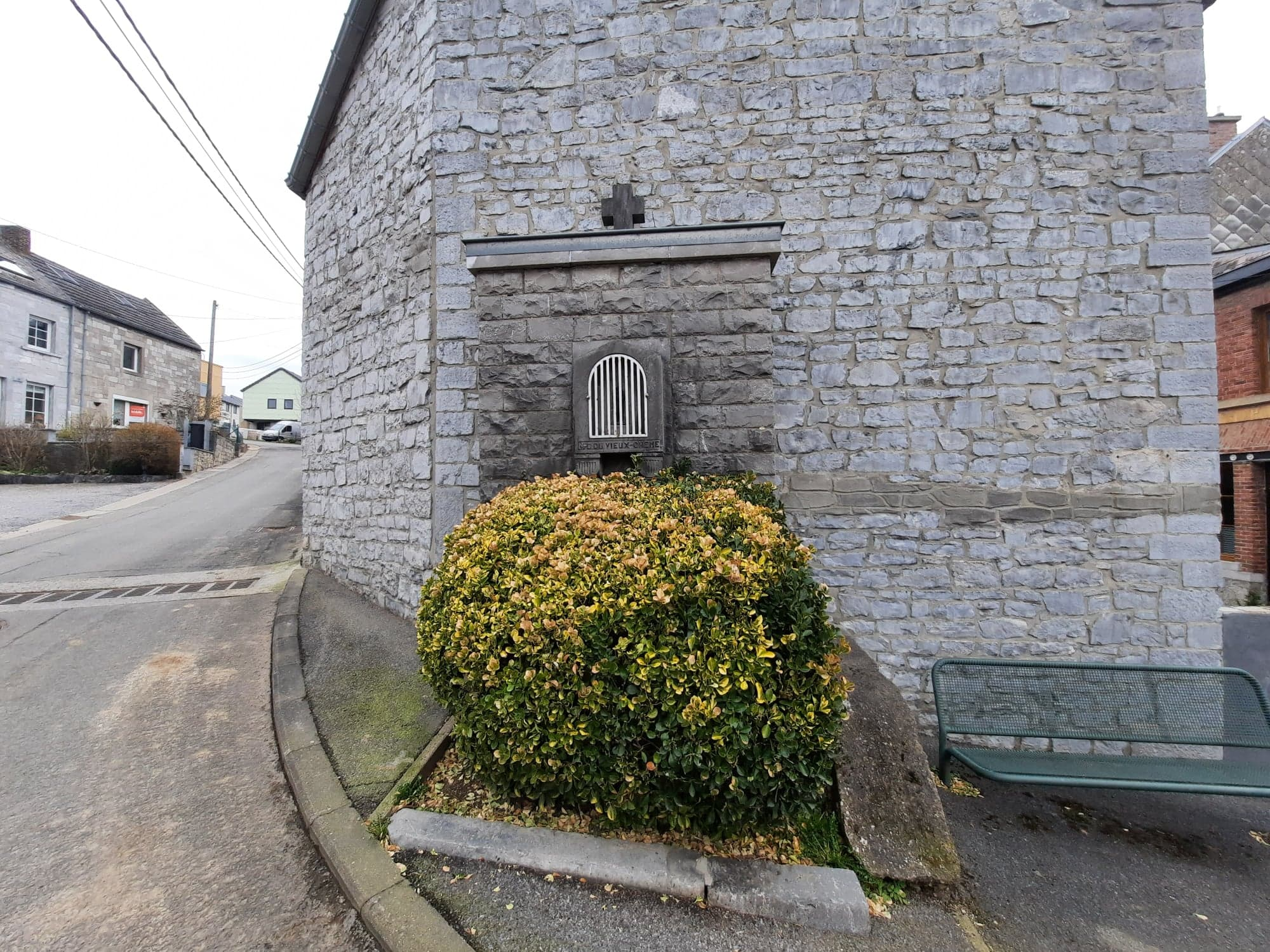
La potale N-D du Vieux Chêne.

## Personnalité liée à la commune
- François Moncheur, magistrat, homme d’affaires et homme politique belge (ministre des travaux publics), édificateur du château de Namèche ;
- Lucien Deroisy (1912-1972), réalisateur de cinéma, est né à Namèche.
- Le baron Jean-Pierre Berghmans (1949), industriel et président du groupe Lhoist, leader mondial de la production de chaux.